# Муравленко
Муравле́нко — город (с 1990 года) в Ямало-Ненецком автономном округе России.
Население — 29 306 чел. (2023).

## Этимология
Основан в 1984 году как посёлок нефтяников Муравленковский. Возникало немало споров по поводу названия будущего города. Одни предлагали назвать его «Нефтеозёрском», другие — «Трёхозёрным», но в конечном счёте посёлку было присвоено имя инженера-нефтяника, первого начальника «Главтюменьнефтегаза» В. И. Муравленко. С 1990 года — город Муравленко.

## География
Расположен анклавом в юго-западной части Пуровского района, не входя в его состав. В 80 км к юго-востоку по прямой находится город Ноябрьск.

## История
Своим рождением город Муравленко обязан промышленному освоению Муравленковской группы нефтяных месторождений, первым из которых было открыто Суторминское — одно из крупнейших в Западной Сибири. Поисковая скважина Р-31, пробурённая 30 августа 1975 года, фонтаном безводной нефти возвестила о новом этапе жизни этой земли.
Место для застройки тогда ещё безымянного населённого пункта было отведено распоряжением Тюменского облисполкома в ноябре 1980 г., а генеральный план строительства утверждён в начале апреля 1982 года.
Первым заказчиком строительства Муравленко стало нефтегазодобывающее управление «Холмогорнефть». Это строительство не было предусмотрено пятилетним планом, а значит, не было и финансирования. Но М. К. Михайлов, управляющий трестом-площадкой «Ноябрьскнефтестрой» — «ННС», убедил генерального директора объединения «Ноябрьскнефтегаз» В. А. Городилова начать строительство на собственные средства — благо фонды на строительство жилья были. Летом 1982 года строители вышли в Муравленко. Дорог как таковых ещё не было, только разбитые «зимники», оставшиеся от геологов. Из Ноябрьска добирались на «Уралах» обычно по 12 часов. 5 из них ехали до Карамовского перекрёстка, для чего надо было пересечь вброд пять небольших речек. От поворота в сторону Муравленко дорогу прокладывали строители треста «Укртюмендорстрой»: дорожники работали очень быстро и качественно, строили дорогу участками. Но это было чуть позже, а тогда, как рассказывал заместитель управляющего трестом «ННС» по общим вопросам С. Б. Сафиуллин, «перебравшись по трубам через реку Пяку-Пур — к строительству моста приступили только зимой — мы прибыли на место будущего города. Первая бригада состояла из пяти лесорубов, фамилия одного из них — Волкодав. Первым начальником участка был Владимир Иванович Гузенков. Кругом простиралась куцая тайга, просек ещё не было. Выгрузили электростанцию на 30 кВт и два вагончика».
Первый начальник НГДУ «Суторминскнефть» Ф. М. Шарифуллин промерил шагами расстояние от озера, что у спорткомплекса, — до участка, где находился магазин № 36, и определил место для первых двухквартирных домов — талицких «деревяшек» на переулке Нефтяников: они были снесены в 2019 году. Первые дома вообще строились из того, что удавалось достать.
Значительная часть истории города Муравленко связана с историей нефтегазодобывающего управления Суторминскнефть, которое было образовано по приказу министра нефтяной промышленности СССР в апреле 1982 г. в целях обеспечения ускоренного ввода в разработку Суторминского и Муравленковского месторождений. Созданное в октябре того же года СМУ НГДУ «СН» под руководством И. Б. Маневича наряду с трестом-площадкой «ННС» занималось строительством посёлка, но в больших объёмах. Первый строительный десант управления высадился в «глухой уголок тайги» 19 октября. В его составе были шестеро — прораб М. А. Марков, плотники Р. Гарифуллин, А. Ломовцев, В. Примак, В. Кокитко, Р. Идрисов. Вместе с ними прибыл X. Г. Нуриев, на плечи которого легло энергоснабжение поселения. Строители жили в двух вагончиках. С 4 ноября начали непрерывно поступать сборные конструкции домов, общежитий, оборудование. Что примечательно, первые дома ставили не на сваи, как положено, а на брёвна, обработанные смесью солярки с гудроном — свай попросту не было. «Вскоре прибыла вторая бригада строителей, и 1983 год мы встречали коллективом в восемь человек, — вспоминал М. А. Марков. — Уже к весне сдали в эксплуатацию три югославских общежития».
Из многих регионов Советского Союза стали приезжать специалисты-нефтяники и те, кто хотел сменить размеренный образ жизни на беспокойные вахты у буровых станков и качалок или вовсе начать в жизни всё по-новому. К началу 1984 года в посёлке уже проживали 1600 человек. Были построены столовая на 40 мест, магазин, медицинская амбулатория, АТС на 200 номеров, телеустановка типа «Экран». В том же году было сдано в эксплуатацию 33 834 м² жилья в деревянном исполнении, баня-прачечная и ряд других объектов. С 1987 года у улиц посёлка Муравленковский появились названия — Ленина, 70 лет Октября, Пионерская, переулок Новосёлов и другие. Поселковый Совет народных депутатов принял решение об утверждении маршрутов движения автотранспорта общественного пользования: два автобуса стали ходить по двум маршрутам. А первый междугородный маршрут — в соседний Ноябрьск — был открыт в апреле 1985 года.
В 1990 году в истории Муравленко произошло ещё одно знаменательное событие — Указом Президиума Верховного Совета РСФСР посёлок Муравленковский стал городом окружного подчинения. Документ подписал Председатель Верховного Совета РСФСР Б. Н. Ельцин.
За последнее десятилетие население растёт гораздо медленнее: если на начало 1992 года в городе проживало 27,5 тыс. человек, то на 01.01.1995 — 34,2 тыс., а на 01.01.1999 — 36,9 тыс. жителей. В настоящее время в городе постоянно проживают немногим более 31 тыс. человек, а также свыше 4 тыс. — с видом на жительство и вахтовиков.

## Население
| 1989    | 1992    | 1996    | 1998    | 2000    | 2001    | 2002    | 2003    | 2005    | 2006    |
| ------- | ------- | ------- | ------- | ------- | ------- | ------- | ------- | ------- | ------- |
| 23 608  | ↗26 700 | ↗35 000 | ↗36 900 | ↘36 200 | ↗36 300 | ↘35 926 | ↘35 900 | ↗36 800 | ↗37 000 |
| 2007    | 2008    | 2009    | 2010    | 2011    | 2012    | 2013    | 2014    | 2015    | 2016    |
| ↗37 100 | →37 100 | ↗37 256 | ↘33 391 | ↗33 394 | ↗33 518 | ↘33 247 | ↘33 016 | ↘32 786 | ↘32 649 |
| 2017    | 2018    | 2019    | 2020    | 2021    | 2023    |         |         |         |         |
| ↘32 540 | ↘32 427 | ↘32 132 | ↘31 561 | ↘29 233 | ↗29 306 |         |         |         |         |

На 1 января 2025 года по численности населения город находился на 501-м месте из 1124 городов Российской Федерации.
В городе проживают люди более чем семидесяти национальностей. Этнический состав населения достаточно разнообразен. Наиболее крупными национальными группами являются русские, украинцы, татары, белорусы, башкиры

## Статус и местное самоуправление
Город как административно-территориальная единица ЯНАО имеет статус города окружного значения. В рамках местного самоуправления образует одноимённое муниципальное образование со статусом городского округа как единственный населённый пункт в его составе.
Структуру органов местного самоуправления в городе Муравленко составляют:
- Городская Дума города Муравленко (Городская Дума) — представительный орган муниципального образования;
- Глава города Муравленко (Глава города) — глава муниципального образования;
- Администрация города Муравленко (Администрация города) — исполнительно-распорядительный орган муниципального образования;
- Контрольно-счётная палата города Муравленко (Контрольно-счётная палата) — контрольно-счётный орган муниципального образования.

Главой города (главой муниципального образования) является Елена Викторовна Молдован.
С 3 мая 2012 года по 18 сентября 2020 года Главой Администрации города Муравленко являлся Александр Александрович Подорога

## Промышленность
Город живёт за счёт нефтяной промышленности. Добычей нефти занимается Газпромнефть-Ноябрьскнефтегаз (Газпром нефть — ННГ).
Энергоснабжением города занимается ОАО «Тюменская энергосбытовая компания».

## СМИ
Телекомпании
- МАУ «Муравленко Медиа[27]»

Газеты
- Слово нефтяника. Муравленко
- Газета «Наш город»
- Газета «Копейка»

## Город-побратим
- Клермор (Оклахома, США)[28]